# Cardiocondyla elegans
Cardiocondyla elegans é uma espécie de formiga do gênero Cardiocondyla, pertencente à subfamília Myrmicinae.